# Institut de Recerca Urbana de Barcelona
L'Institut de Recerca Urbana de Barcelona (IDRA) és un think tank en forma de cooperativa federada amb la Xarxa d'Economia Solidària de Catalunya que fa recerca per promoure la justícia social i ecològica, investigant sobre economia i béns comuns, habitatge i ciutat, urbanisme i transició ecològica, i aprenentatge situat. Destaca pels seus estudis sobre el sector de l'habitatge, l'accés a aquest i els preus dels lloguers i la propietat immobiliària. La seva seu està situada a Barcelona al Carrer Balmes número 13, de la qual forma part també l'escola IDRA.
D'entre els objectius i àrees de treball d'IDRA destaca:
- La recerca en coalició junt amb actors socials amb l’objectiu d’intervenir en la realitat social, ja que els eixos estratègics que travessen tota l’activitat d’IDRA són les institucions socials transformadores, la transició ecològica justa i la democràcia econòmica.[9]
- El desenvolupament d'activitats formatives de l’institut, que es duen a terme tant a la seu de l’organització com a altres espais, en forma de presentacions, debats, tallers, rutes guiades, programes formatius o visites.
- La col·laboració amb diverses institucions locals i internacionals com fundacions, cooperatives, instituts i administracions públiques.[10]

El 3 d'abril de 2024 IDRA va fer públic un projecte de portal web de ressenyes d'habitatges anomenat Reviu el qual permetria que els mateixos llogaters de pisos poguessin ressenyar de forma anònima aquells habitatges on havien viscut. Aquest portal web de ressenyes de pisos es presentaria el 10 de juny de 2024 a la sala Paral·lel 62 de Barcelona en un acte amb la participació de Jaime Palomera, Joel Díaz, Laura Grau, Ana Polo i Miguel Noguera.